# GMPR
GMPR (англ. Guanosine monophosphate reductase) – білок, який кодується однойменним геном, розташованим у людей на 6-й хромосомі. Довжина поліпептидного ланцюга білка становить 345 амінокислот, а молекулярна маса — 37 419.
| 10         |  | 20         |  | 30         |  | 40         |  | 50         |
| ---------- |  | ---------- |  | ---------- |  | ---------- |  | ---------- |
| MPRIDADLKL |  | DFKDVLLRPK |  | RSSLKSRAEV |  | DLERTFTFRN |  | SKQTYSGIPI |
| IVANMDTVGT |  | FEMAAVMSQH |  | SMFTAIHKHY |  | SLDDWKLFAT |  | NHPECLQNVA |
| VSSGSGQNDL |  | EKMTSILEAV |  | PQVKFICLDV |  | ANGYSEHFVE |  | FVKLVRAKFP |
| EHTIMAGNVV |  | TGEMVEELIL |  | SGADIIKVGV |  | GPGSVCTTRT |  | KTGVGYPQLS |
| AVIECADSAH |  | GLKGHIISDG |  | GCTCPGDVAK |  | AFGAGADFVM |  | LGGMFSGHTE |
| CAGEVFERNG |  | RKLKLFYGMS |  | SDTAMNKHAG |  | GVAEYRASEG |  | KTVEVPYKGD |
| VENTILDILG |  | GLRSTCTYVG |  | AAKLKELSRR |  | ATFIRVTQQH |  | NTVFS      |

A: Аланін

C: Цистеїн

D: Аспарагінова кислота

E: Глутамінова кислота

F: Фенілаланін

G: Гліцин

H: Гістидин

I: Ізолейцин

K: Лізин

L: Лейцин

M: Метіонін

N: Аспарагін

P: Пролін

Q: Глутамін

R: Аргінін

S: Серин

T: Треонін

V: Валін

W: Триптофан

Кодований геном білок за функцією належить до оксидоредуктаз. 
Білок має сайт для зв'язування з іонами металів, калію, НАДФ. 